# Chaucingo
Chaucingo är en ort i Mexiko.   Den ligger i kommunen Aquixtla och delstaten Puebla, i den sydöstra delen av landet, 130 km öster om huvudstaden Mexico City. Chaucingo ligger 2 676 meter över havet och antalet invånare är 141.
Terrängen runt Chaucingo är kuperad. Runt Chaucingo är det ganska tätbefolkat, med 62 invånare per kvadratkilometer. Närmaste större samhälle är Chignahuapan, 15,7 km nordväst om Chaucingo. Trakten runt Chaucingo består i huvudsak av gräsmarker.